# Armin Brunner
Armin Brunner, född 10 juli 1983, är en schweizisk innebandyspelare som spelar i Alligator Malans i schweiziska ligan, men han har även spelat i Järfälla IBK i Svenska Superligan 2008/2009. Brunner spelar som center, och är framför allt stark defensivt med sina 186 cm och 88 kg. Han debuterade i det schweiziska landslaget 2003 och har sedan dess spelat 48 landskamper och gjort 9 mål och 3 assist samt spelat i VM 2006 och  2008.